# Kruisland

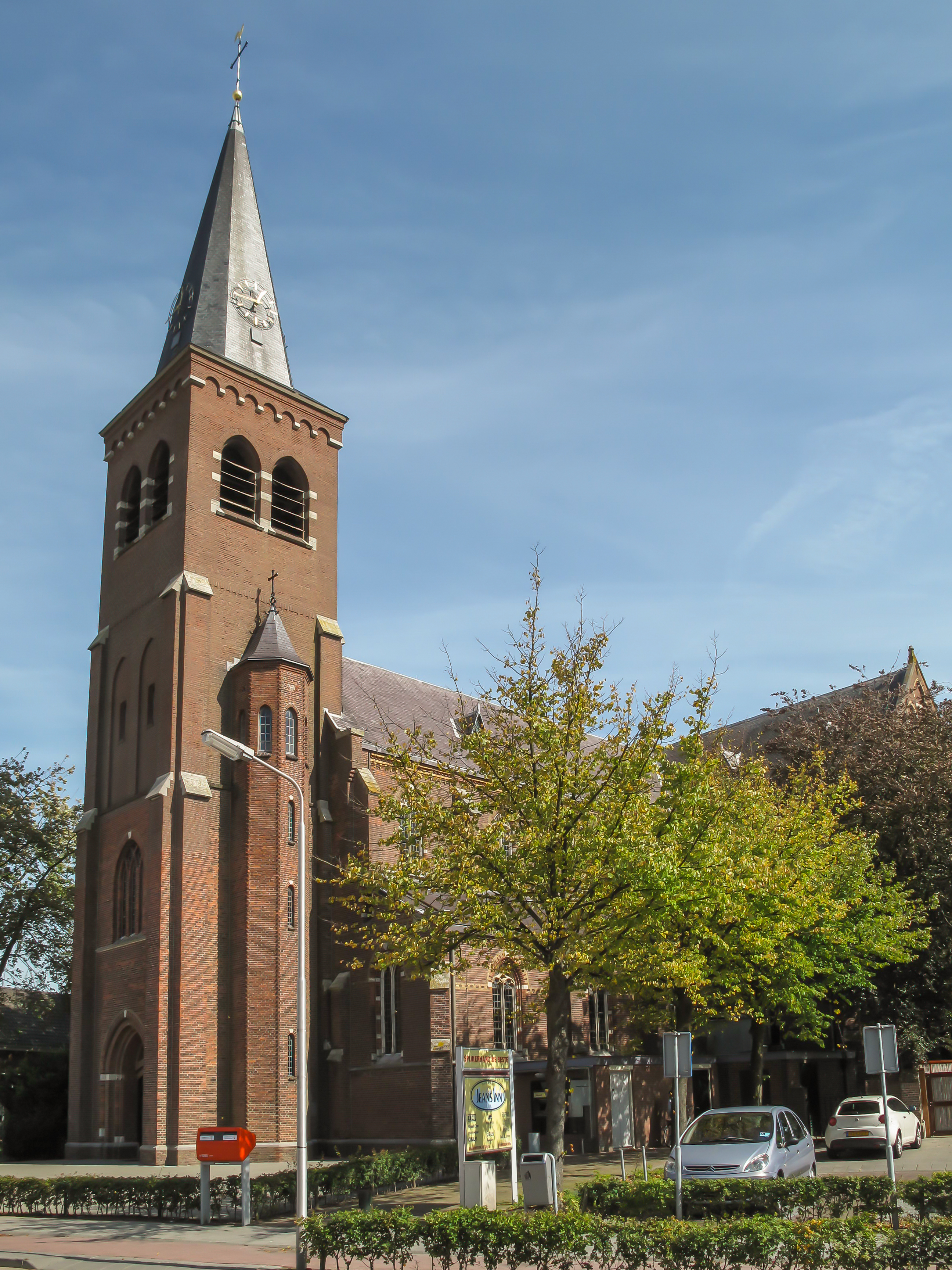
Gregoriuskerk

Kruisland (Brabants: Kröslaant) is een dorp in de gemeente Steenbergen, in de Nederlandse provincie Noord-Brabant. Het dorp is gelegen tussen Roosendaal en Steenbergen. Op 1 januari 2023 had Kruisland 2.470 inwoners.

## Geschiedenis
De polder waarin Kruisland zich bevindt, de Kruislandse Polder, werd in 1487/1488 op bevel van Engelbrecht II van Nassau drooggelegd. Hoewel de nederzetting die in de polder ontstond eerst bekendstond als Engelsdorp of Engelsberg (naar de stichter, Engelbrecht) nam het vrij snel daarna de naam van de polder over, welke onder invloed van de destijds bijzonder sterke verering rond het Heilig Kruis in de regio de naam "(Heilig) Kruisland" droeg.
Oorspronkelijk was het dorp geprojecteerd nabij de huidige buurtschap Gastelsveer aan de toenmalige Roosendaalse Vliet, maar de stad Steenbergen wenste niet dat Kruisland een haven zou krijgen.
Het dorp had in de eerste jaren van haar bestaan een eigen kerkgebouw en schepenbank, maar in 1583 werd deze laatste opgeheven, waarna Kruisland onder de schepenbank van Steenbergen, waarin het een tweetal afgevaardigden kreeg, zou vallen.
In 1580 werd ten tijde van de Nederlandse Opstand de plaatselijke pastoor verjaagd. Hierna werd de kerk noch door katholieken of protestanten gebruikt omdat men het niet eens kon worden aan wie de kerk toebehoort. Pas na de Vrede van Münster, in 1651, werd de kerk officieel protestants: de Nederlands Hervormde kerk.
Bij grote overstromingen in 1682 werd Kruisland grotendeels verwoest. De vernielingen waren dermate groot, dat enkel de kerktoren werd gespaard.
In 1795, na de Bataafse omwenteling, mochten de katholieken weer een eigen kerkgebouw bezitten. Dat werd in hetzelfde jaar gebouwd en in 1887 vervangen door een neogotisch bouwwerk, de Sint-Georgiuskerk. Architect was Jan Jurien van Langelaar. In 1944 werd de kerk door oorlogshandelingen zwaar beschadigd, waarna ze werd hersteld. De oude kerk, sinds de Reformatie in gebruik bij de hervormden,  werd in 1830 met uitzondering van de kerktoren gesloopt. Op dezelfde plek kwam een nieuw protestants kerkgebouw dat in 1944 door de Duitsers werd vernietigd en in 1947 vervangen door nieuwbouw onder architectuur van J. de Wilde. Nadat het in 2003 haar godsdienstige functie verloor vestigde zich er het Ambachtsmuseum. 
Van 1892 tot 1934 had Kruisland een station aan de tramlijn Oudenbosch - Steenbergen.
Kruisland had twee windmolen. Een daarvan werd in 1900 gesloopt, de andere werd in 1944 door de bezetter verwoest.
Kruisland werd op 30 oktober 1944 door de Britten bevrijd. Hoewel de kerken door de terugtrekkende Duitsers werden opgeblazen vielen er verder geen slachtoffers.

### Laurentiusbedevaart
In de 19e eeuw ontstond er in de rooms-katholieke kerk van Kruisland een cultus, waarbij de Heilige Laurentius, een vroegchristelijke martelaar, werd vereerd. Vooral boeren uit de verre omtrek kwamen naar Kruisland om Laurentius om regen te smeken. Hierdoor werd de heilige door Kruislanders ook wel Lauke de Zeiker genoemd. Tot aan de Tweede Wereldoorlog, waarna de cultus al snel ophield te bestaan, 

## Bezienswaardigheden
- De Heilige Georgiuskerk die valt onder de St. Annaparochie van Steenbergen is een neogotisch bakstenen basilicale kruiskerk uit 1887.
- In de voormalige Nederlands Hervormde kerk uit 1947 aan de Markt is het Ambachtsmuseum gevestigd.
- Voormalig klooster van de Franciscanessen van Oirschot, uit 1905, aan Langeweg.
- Kapelletje Maria, Koningin van de Vrede, is een bakstenen zuiltje met in de nis een Mariabeeld. Opgericht in 1941 stond het op de grens tussen de gemeenten Roosendaal en Nispen en Oud Gastel. Vanwege uitbreidingsplannen van bedrijventerrein Borchwerf II werd het in 2008 in zijn geheel verplaatst naar de Doornbosseweg te Kruisland.

### Musea
- Ambachtsmuseum De Holle Roffel, is gevestigd in de voormalige Nederlands-Hervormde kerk aan de Markt.
- John Deere Museum, Tweede Boutweg

## Onderwijs
Basisschool: RKBS De Zonneberg.

## Sport en recreatie
- Tijdens carnaval heeft Kruisland de naam Pompedurp.
- Het dorpsblad heet 't Pompke en heeft een wekelijkse oplage van 1035 stuks.
- Theatergroep TV Souffle
- Sportclub Kruisland (voetbal)
- Tennisvereniging Krego (TV KREGO). De naam van de vereniging staat voor KRuislands Eerste Gym Oefening, wat bij de oprichting een volleybal vereniging was. Later veranderde deze vereniging in een tennisvereniging.
- Tourclub Kruisland (wielrennen)
- Harmonie St Caecilia
- Koor Gossi Nokki
- Tafeltennis Vereniging Kruisland (TVK)
- Dansen voor ouderen

### Geboren in Kruisland
- Eric Hellemons, (1971) voetballer, voetbalcoach
- Ton Rooms (1956-2025), journalist

### Bekende (voormalige) inwoners
- Ad van Baal, bevelhebber der landstrijdkrachten
- Marinus Ernestus van der Meulen, historicus
- Petrus Hopmans, Bisschop van Breda